# در موقعیت او (فیلم)
در موقعیت او (به انگلیسی: In Her Shoes) فیلمی محصول سال ۲۰۰۵ و به کارگردانی کرتیس هنسن است. در این فیلم بازیگرانی همچون کامرون دیاز، تونی کولت، شرلی مک‌لین، کن هاوارد، بروک اسمیت، کندیس آزارا، ریچارد بورگی، انسون مونت، مارک فیورستین، اریک بالفور، آلن بلومنفلد، ایوانا ملیسویک و نورمن لوید ایفای نقش کرده‌اند.